# Pinoyscincus
Pinoyscincus is een geslacht van hagedissen uit de familie skinken (Scincidae).

## Naam en indeling
De groep werd voor het eerst wetenschappelijk beschreven door Charles W. Linkem, Arvin Cantor Diesmos & Rafe Marion Brown in 2011. Er zijn vijf soorten, die lange tijd behoorden tot het geslacht van de bosskinken (Sphenomorphus). Hierdoor worden de verouderde wetenschappelijke namen nog vaak in de literatuur gebruikt.

## Uiterlijke kenmerken
De soorten worden wat groter dan de bosskinken waar ze aan verwant zijn. De lichaamskleur is bruin met donkere vlekken of strepen.

## Verspreiding en habitat
Alle soorten leven in delen van Azië en endemisch voorkomen op de Filipijnen.

## Soorten
Het geslacht omvat de volgende soorten, met de auteur en het verspreidingsgebied.
| Naam                     | Auteur               | Verspreidingsgebied                                    |
| ------------------------ | -------------------- | ------------------------------------------------------ |
| Pinoyscincus abdictus    | Brown & Alcala, 1980 | Filipijnen (Bohol, Camiguin, Luzon, Mindanao, Polillo) |
| Pinoyscincus coxi        | Taylor, 1915         | Filipijnen                                             |
| Pinoyscincus jagori      | Peters, 1864         | Filipijnen                                             |
| Pinoyscincus llanosi     | Taylor, 1919         | Filipijnen (Leyte, Samar)                              |
| Pinoyscincus mindanensis | Taylor, 1915         | Filipijnen (Bohol, Leyte, Mindanao)                    |